# Vicariat apostolique d'Arabie méridionale
Le vicariat apostolique d'Arabie méridionale est une juridiction de l'Église catholique  dépendant directement du Saint-Siège, qui couvre trois pays de la péninsule arabique : les Émirats arabes unis, Oman, et le Yémen. Son siège est la cathédrale Saint-Joseph (en) à Abou Dabi.

## Histoire
Le vicariat apostolique a été fondé le 4 mai 1888 sous le nom de vicariat apostolique d'Aden. Dès le 28 juin 1889, il est renommé en vicariat apostolique d’Arabie. Sa juridiction s’étend alors sur l'ensemble de la péninsule Arabique. Le 29 juin 1953, la préfecture apostolique du Koweït fut créée par détachement du vicariat (avant d’être élevée rang de vicariat apostolique le 2 décembre 1954). Le siège est resté à Aden jusqu’en 1974 ; il est depuis cette année-là à Abou Dhabi. Historiquement, le vicariat a été confié aux capucins.
Le 31 mai 2011, le Saint-Siège a redécoupé les deux vicariats apostoliques dans la péninsule arabique. Le vicariat apostolique du Koweït a été renommé en vicariat apostolique d’Arabie septentrionale et s'est vu confier, outre le Koweït, la juridiction de l’Arabie saoudite, du Qatar et de Bahreïn. Le vicariat apostolique d'Arabie, devenu vicariat apostolique d’Arabie méridionale, s’étend désormais sur les Émirats arabes unis, Oman et le Yémen,.